# Processo di nascita e morte
Un processo di nascita e morte è un processo stocastico markoviano a tempo continuo sullo spazio degli stati dato dall'insieme dei numeri naturali, che simula l'andamento di una popolazione i cui unici cambiamenti siano le nascite e le morti. In altre parole, se il processo si trova in uno stato n, può solamente passare o allo stato n+1 (nascita) o allo stato n-1 (morte). I processi di nascita e morte hanno importanti applicazioni in biologia, teoria delle code e demografia.

## Definizione
Un processo di nascita e morte è un processo stocastico su {\displaystyle \mathbb {N} } che soddisfa le seguenti proprietà:
- Gli incrementi sono indipendenti, ossia la quantità di passaggi di stato in intervalli disgiunti sono indipendenti tra loro.
- Se il processo si trova in n, la probabilità di una nascita in un piccolo intervallo di tempo è proporzionale alla lunghezza dell'intervallo, ossia per {\displaystyle h\to 0}

{\displaystyle \mathbb {P} (N_{t+h}-N_{t}=1)=\lambda _{n}h+o(h).}
- Se il processo si trova in n>0, la probabilità di una morte in un piccolo intervallo di tempo è proporzionale alla lunghezza dell'intervallo, ossia per {\displaystyle h\to 0}

{\displaystyle \mathbb {P} (N_{t+h}-N_{t}=-1)=\mu _{n}h+o(h).}
- Se il processo si trova in n, la probabilità che il processo si allontani per più di due stati è trascurabile, ossia per {\displaystyle h\rightarrow 0}

{\displaystyle \mathbb {P} (|N_{t+h}-N_{t}|\geq 2)=o(h).}
Le quantità λn e μn sono i coefficienti di natalità e di mortalità.

## Proprietà
- Il processo soddisfa la proprietà di Markov.
- Il processo soddisfa la proprietà di Markov forte.
- La probabilità che il processo resti nello stesso stato in un piccolo intervallo di tempo è data, per {\displaystyle h\rightarrow 0}, da

{\displaystyle \mathbb {P} (N_{t+h}-N_{t}=0)=1-(\mu _{n}+\lambda _{n})h+o(h).}
- Il tempo di attesa tra un passaggio di stato e il successivo ha legge esponenziale di parametro (λn + μn).
- Il processo di Poisson è un caso particolare di processo di nascita e morte nel caso in cui μn=0 e λn=λ per ogni n.

## Condizioni per la ricorrenza e la transitorietà
Le condizioni per la ricorrenza e la transitorietà sono state stabilite da Samuel Karlin e James McGregor..
Un processo di nascita e morte è ricorrente se e solo se
{\displaystyle \sum _{i=1}^{\infty }\prod _{n=1}^{i}{\frac {\mu _{n}}{\lambda _{n}}}=\infty .}
Un processo di nascita e morte è ergodico se e solo se
{\displaystyle \sum _{i=1}^{\infty }\prod _{n=1}^{i}{\frac {\mu _{n}}{\lambda _{n}}}=\infty \quad {\text{e}}\quad \sum _{i=1}^{\infty }\prod _{n=1}^{i}{\frac {\lambda _{n-1}}{\mu _{n}}}<\infty .}
Un processo di nascita e morte è nullo-ricorrente se e solo se
{\displaystyle \sum _{i=1}^{\infty }\prod _{n=1}^{i}{\frac {\mu _{n}}{\lambda _{n}}}=\infty \quad {\text{e}}\quad \sum _{i=1}^{\infty }\prod _{n=1}^{i}{\frac {\lambda _{n-1}}{\mu _{n}}}=\infty .}
Le condizioni per la ricorrenza, la transitorietà, l'ergodicità e la ricorrenza nulla possono essere derivate in una forma più esplicita.
Per ogni intero {\displaystyle K\geq 1}, sia {\displaystyle \ln _{(K)}(x)} la {\displaystyle K}-esima iterazione del logaritmo naturale, ossia {\displaystyle \ln _{(1)}(x)=\ln(x)}, e per qualsiasi {\displaystyle 2\leq k\leq K}, {\displaystyle \ln _{(k)}(x)=\ln _{(k-1)}(\ln(x))}.
Quindi, le condizioni per la ricorrenza e la transitorietà di un processo di nascita e morte sono le seguenti.
Il processo di nascita e morte è transitorio se esistono {\displaystyle c>1}, {\displaystyle K\geq 1} e {\displaystyle n_{0}}, tale che per ogni {\displaystyle n>n_{0}} si ha
{\displaystyle {\frac {\lambda _{n}}{\mu _{n}}}\geq 1+{\frac {1}{n}}+{\frac {1}{n}}\sum _{k=1}^{K-1}{\frac {1}{\prod _{j=1}^{k}\ln _{(j)}(n)}}+{\frac {c}{n\prod _{j=1}^{K}\ln _{(j)}(n)}},}
dove la somma vuota per {\displaystyle K=1} si assume che sia 0.
Il processo di nascita e morte è ricorrente se esistono {\displaystyle K\geq 1} e {\displaystyle n_{0}}, tali che per ogni {\displaystyle n>n_{0}} si ha
{\displaystyle {\frac {\lambda _{n}}{\mu _{n}}}\leq 1+{\frac {1}{n}}+{\frac {1}{n}}\sum _{k=1}^{K}{\frac {1}{\prod _{j=1}^{k}\ln _{(j)}(n)}}.}
Possono essere trovate classi più ampie di processi di nascita e morte per i quali è possibile stabilire le condizioni per la ricorrenza e la transitorietà.

## Applicazione
Consideriamo il passeggiata aleatoria unidimensionale {\displaystyle S_{t}}, {\displaystyle t=0,1,\ldots }, che è definito come segue. Lasciare {\displaystyle S_{0}=1} e {\displaystyle S_{t}=S_{t-1}+e_{t}}, {\displaystyle t\geq 1}, dove {\displaystyle e_{t}} accetta valori {\displaystyle \pm 1}, e la distribuzione di {\displaystyle S(t)} è definito dalle seguenti condizioni:
{\displaystyle \mathbb {P} \{S_{t+1}=S_{t}+1|S_{t}>0\}={\frac {1}{2}}+{\frac {\alpha _{S_{t}}}{S_{t}}},\quad \mathbb {P} \{S_{t+1}=S_{t}-1|S_{t}>0\}={\frac {1}{2}}-{\frac {\alpha _{S_{t}}}{S_{t}}},\quad \mathbb {P} \{S_{t+1}=1|S_{t}=0\}=1,}
dove {\displaystyle \alpha _{n}} soddisfano la condizione {\displaystyle 0<\alpha _{n}<\min\{C,n/2\}}, {\displaystyle C>0}.
Il passeggiata aleatoria qui descritto è un analogo a tempo discreto del processo di nascita e morte (vedi catena di Markov) con i tassi di natalità
{\displaystyle {\frac {1}{2}}+{\frac {\alpha _{n}}{2}},}
e i tassi di mortalità
{\displaystyle {\frac {1}{2}}-{\frac {\alpha _{n}}{2}}.}
Quindi, la ricorrenza o la transitorietà del passeggiata aleatoria è associata alla ricorrenza o alla transitorietà del processo di nascita e morte.
La passeggiata aleatoria è transitorio se esiste {\displaystyle c>1}, {\displaystyle K\geq 1} e {\displaystyle n_{0}} tale che per ogni {\displaystyle n>n_{0}}
{\displaystyle \alpha _{n}\geq {\frac {1}{4}}\left(1+\sum _{k=1}^{K-1}\prod _{j=1}^{k}{\frac {1}{\ln _{(j)}(n)}}+c\prod _{j=1}^{K}{\frac {1}{\ln _{(j)}(n)}}\right),}
dove la somma vuota per {\displaystyle K=1} è assunto pari a zero.
La passeggiata aleatoria è ricorrente se esiste {\displaystyle K\geq 1} e {\displaystyle n_{0}} tale che per ogni {\displaystyle n>n_{0}}
{\displaystyle \alpha _{n}\leq \left(1+\sum _{k=1}^{K}\prod _{j=1}^{k}{\frac {1}{\ln _{(j)}(n)}}\right).}